# Tischtennisweltmeisterschaft 1989
Die 40. Tischtennisweltmeisterschaft fand vom 29. März bis zum 9. April 1989 in Dortmund (Deutschland) statt. Gespielt wurde in der Westfalenhalle.
Im Vorfeld hatte sich auch Stuttgart um die Austragung dieser WM beworben, aber der Deutsche Tischtennis-Bund DTTB entschied sich für Dortmund.

## Allgemeines
Bei vier Weltmeisterschaften nacheinander hatte das chinesische Herrenteam die Goldmedaille gewonnen. In Dortmund riss diese Serie vor 12.000 begeisterten Zuschauern. Die schwedische Mannschaft (Jörgen Persson, Mikael Appelgren, Jan-Ove Waldner) wurde angefeuert als sei es die deutsche und errang souverän mit 5:0 die Weltmeisterschaft.
Die junge deutsche Herrenmannschaft erkämpfte sich einen 7. Platz.
Im Herreneinzel musste der nach den Mannschaftsspielen favorisierte Jörgen Persson seinem Landsmann Jan-Ove Waldner den Vortritt lassen. China ging hier leer aus.
In einem begeisternden Finale gewannen die deutschen „Youngster“ Jörg Roßkopf / Steffen Fetzner vor ausverkaufter Westfalenhalle die Weltmeisterschaft im Herrendoppel. Es war der erste Titel für die Bundesrepublik nach dem Zweiten Weltkrieg.
Die chinesischen Herren gewannen keine Goldmedaille. Dagegen erwiesen sich die Damen als überlegen, indem sie mit der Mannschaft, im Einzel und im Doppel Gold holten.

## Spielsystem der Mannschaftswettbewerbe
Die Mannschaften spielten nach dem gleichen Drei-Stufen-System wie 1987 (siehe WM 1987).
Bei den Herren traten 69 Mannschaften an, bei den Damen 55 Teams.

## Abschneiden der Deutschen

### Mannschaftswettbewerb Herren
In Stufe 1 hatte es Deutschland in Gruppe G mit Brasilien, Malaysia und Island zu tun. Alle drei Gegner wurden jeweils ohne Satzverlust mit 5:0 besiegt.
In Stufe 2 trat Deutschland in Gruppe AA zusammen mit China, Ungarn und Belgien an. Überraschend wurde das erste Spiel gegen den Außenseiter Belgien mit 2:5 verloren. Die folgende 2:5-Niederlage gegen China war einkalkuliert. Da Ungarn parallel gegen Belgien 5:3 gewann, ergab sich noch eine Chance zum Erreichen von Platz 2: Das Team musste gegen Ungarn mindestens 5:1 gewinnen (und Belgien gegen China verlieren), um bei 1:2-Punktgleichheit die beste Wertung zu erreichen. Dies gelang: Man besiegte Ungarn mit 5:1 und qualifizierte sich damit für die Platzierungsspiele um Rang 1 bis 8 in Stufe 3.
Hier traf Deutschland auf den späteren Weltmeister Schweden und verlor ohne den erkrankten Georg Böhm 2:5; dabei überzeugte "Ersatzmann" Peter Franz mit einem Sieg über Mikael Appelgren. Es folgte eine 4:5-Niederlage gegen Japan. Im abschließenden Spiel um Platz 7 schlug man Polen mit 5:2.

### Mannschaftswettbewerb Damen
Erstmals trat Olga Nemes mit der deutschen Mannschaft an. (1985 war sie nur in den Individualwettbewerben spielberechtigt, 1987 war sie verletzt.)
In Stufe 1 Gruppe P siegte Deutschland mit 3:0 gegen die Türkei und verlor mit 1:3 gegen Bulgarien. Dies reichte nur zu Platz 2 und somit zum Spiel um die Plätze 17 bis 32.
Hier setzte sich das Damenteam in Gruppe HH gegen Österreich (3:0), Malaysia (3:0) und Italien (3:1) durch und erreichte Stufe 3. Hier gelangte es durch ein 3:1 gegen Polen, ein 2:3 gegen Frankreich und ein 3:0 gegen Österreich Rang 19.

### Herreneinzel
Georg Böhm verlor im ersten Spiel gegen Olivier Marmurek (Frankreich). Steffen Fetzner musste sofort gegen den Bronzemedaillengewinner Yu Shentong (China) antreten und war dabei ohne Chance. Hans-Jürgen Fischer gewann leicht gegen Kurt Jost (Liechtenstein), Umesh de Alwis (Sri Lanka), Emad Kaldi (Jordanien) und Hussian Aziz (Irak), scheiterte dann aber unter den letzten 64 an dem Schweden Mikael Appelgren. Peter Franz überstand ohne Probleme die Qualifikationsrunde, dann unterlag er jedoch deutlich dem Ungarn Zsolt Harczi. Helmut Grob schied nach Siegen über Miklos Somosi (Ungarn) und Musaddequl Haque (Bangladesh) gegen Taiwans Spitzenspieler Wu Wen-chia aus. Jürgen Rebel scheiterte schon in der ersten Runde an dem Niederländer Gerard Bakker. Jörg Roßkopf schaltete Vladimir Marinkevitch (UdSSR) und Tomas Janci (ČSSR) aus, wurde dann aber von Andrzej Grubba (Polen) besiegt. Ralf Wosik wurde der Koreaner Kim Ki-taik zugelost, der bei den Olympischen Spielen 1988 Silber gewonnen hatte. Gegen diesen war Wosik ohne Chance. Sein Bruder Torben Wosik hatte in der Qualifikationsrunde keine Probleme. Danach dominierte er Jindřich Panský (ČSSR) mit 3:0 und verlor knapp gegen Carl Prean (GB).

### Dameneinzel
Ilka Böhning schied bereits in der Qualifikationsrunde aus: Gegen Pia Toelhoj (Dänemark) vergab sie eine 19:8-Führung im dritten Satz. Jin-Sook Cords gewann gegen Peggy Regenwetter (Luxemburg) und scheiterte danach an Hu Xiaoxin (China). Cornelia Faltermaier schaltete Caroline Sylvestre (Kanada) und Carla Angela Tiberio (Brasilien) aus, verlor dann aber gegen die Chinesin Lin Li-Ju (TPE). Andrea Lieder unterlag nach ihrem Sieg gegen Hong Kit Lp (Macao) der Kanadierin Julie Barton. Olga Nemes enttäuschte und kam gegen Alison Gordon (England) nicht weiter. Katja Nolten siegte gegen Leong Mee Wan (Malaysia), war dann jedoch gegen Wang Xiaoming (Frankreich) ohne Chance. Nicole Struse überzeugte: In der Qualifikation gewann sie problemlos gegen Ewa Brzezinska-Janik (Polen), Patricia Aubry (Frankreich) und Sophie Thirion (Belgien), die Niederländerin Mirjam Kloppenburg war dann jedoch zu stark. Christiane Praedel besiegte Elke Billen (Belgien) und Wendy Hughes (Australien), an der Ungarin Gabriella Wirth kam sie jedoch nicht vorbei.

### Herrendoppel
Am erfolgreichsten war natürlich das Weltmeister-Doppel Roßkopf/Fetzner, das nacheinander Zsolt Kriston/Miklos Somosi (Ungarn), Juzo Nukazuka/Kōji Matsushita (Japan), Ulf Carlsson/Ulf Bengtsson (Schweden), Andrzej Grubba/Jean-Philippe Gatien (Polen/Frankreich), Chen Longcan / Wei Qingguang (China) und Zoran Kalinić/Leszek Kucharski (Jugoslawien/Polen) ausschaltete.
Rebel/Grob setzten sich in der Qualifikationsrunde gegen drei Gegner durch, verloren dann jedoch gegen die Franzosen Patrick Renversé/Olivier Marmurek. Für Böhm/Franz war nach dem Sieg gegen Bart van Haren/Adel Massaad (Niederlande/Ägypten) das koreanische Doppel Kim Ki-taik/Ahn Jae-hyung Endstation. Die Brüder Ralf Wosik/Torben Wosik unterlagen nach zwei Siegen in der Qualifikationsrunde den Schweden Peter Karlsson/Thomas von Scheele.
Hans-Jürgen Fischer spielte zusammen mit Milan Grman (ČSSR). Sie schlugen die Luxemburger Yves Maas/Daniel Wintersdorff und Vladimir Dvorak/Slobodan Grujić (URS/Jugoslawien) und verloren danach gegen die Engländer Desmond Douglas/Skylet Andrew.

### Damendoppel
Als einzigem deutschen Doppel gelang Nolten/Böhning ein Sieg, nämlich gegen die Schottinnen Carole Dalrymple/Sarah Hurry, danach schied es gegen Csilla Bátorfi/Edit Urbán (Ungarn) aus. Alle anderen Doppel verloren ihr erstes Spiel: Nemes/Struse gegen Walentina Popowa/Galina Melnik (URS), Cords/Faltermaier gegen Gerdie Keen/Sonja Rasmussen (Niederlande/Norwegen) und Lieder/Praedel gegen Pia Toelhoj/Anna Karina Bastman (Dänemark).

### Mixed
Am weitesten kamen Torben Wosik/Struse: Nach zwei Siegen in der Qualifikation setzten sie sich gegen Dennis Makaling/Wendy Hughes (Australien) und Roar Blikken/Lill Kristin Wennberg (Norwegen) durch. In der 3. Hauptrunde unterlagen sie Henk van Spanje/Mirjam Kloppenburg (Niederlande). Fetzner/Nemes erreichten durch einen Sieg über Gupta Rinku/Monalisa Baruah Mehta (Indien) die 2. Hauptrunde, wo sie gegen Ulf Bengtsson/Marie Svensson (Schweden) ausschieden. Ebenso weit kamen Roßkopf/Nolten nach 2:0 gegen Peter Jackson/Maxine Joan Goldie (Neuseeland) waren die Chinesen Teng Yi/Hui Jun Endstation. Ebenfalls die 2. Hauptrunde erreichten Rebel/Faltermaier, die in der Qualifikation zweimal gewannen, danach die Indonesier TJie Haryono Wong/Rossy Syehbubakar schlugen und dann an Joe Ng/Julie Barton (Kanada) scheiterten. Die restlichen deutschen Paarungen schieden bereits in der 1. Hauptrunde aus: Böhm/Cords gegen Shigeo Itō/Yukino Matsumoto (Japan), Franz/Böhning nach Überstehen der Qualifikation gegen Miroslav Cecava/Miluse Kocova (ČSSR), Grob/Lieder nach Qualifikation gegen Samvel Vardanjan/Irina Palina (URS) sowie Fischer/Praedel nach Qualifikation gegen Zoran Kalinić/Gordana Perkučin (Jugoslawien).

## ITTF-Kongress
Der ITTF-Kongress fasste folgende Beschlüsse:
- Die Verbände von Guam, Liechtenstein, Dominica und den Marshall-Inseln wurden als ITTF-Mitglieder aufgenommen.
- Für die nächste WM wurde ein modifiziertes System für den Mannschaftswettbewerb der Herren festgelegt.

Nancy Evans (Wales) und Amin Abou Heif (Ägypten) beendeten ihre Funktionärs-Mitarbeit im ITTF.

## Wissenswertes
- Ralf Wosik trat nach der WM von der Nationalmannschaft zurück.
- Charles Roesch beendete seine Tätigkeit als Cheftrainer des DTTB nach der WM. Seine Nachfolge trat Eva Jeler an.
- Daniele Ceccoli (San Marino) war mit 13 Jahren (* 4. April 1976) der bis dahin jüngste Teilnehmer einer Weltmeisterschaft.[8]
- Die Mannschaften von Pakistan und Indien weigerten sich, gegen die Mannschaft von Israel anzutreten.[9]
- Es trat eine Herrenmannschaft „Palästina“ an mit je einem Spieler aus dem Irak, aus Ägypten und aus dem Libanon.[10]
- Als erfolgreichste Mannschaftsspieler des Turniers erhielten Jörgen Persson (Schweden) und Csilla Bátorfi (Ungarn) die JOOLA Trophy.
- Die Französin Wang Xiaoming erhielt vom SCI den Richard Bergmann Fair Play Preis.
- Der Schwede Jörgen Persson und die Chinesin Qiao Hong erhielten vom SCI den Victor Barna Preis.
- Als der deutsche Schiedsrichter Fritz Eigler einen Aufschlag des Chinesen Jiang Jialiang als falsch beanstandete, weigerte sich der Chinese, das Spiel fortzusetzen. Anstatt ihn deshalb zu disqualifizieren, wurde Eigler regelwidrig ausgewechselt.[11]
- Die Deutsche Bundespost gab ein Postwertzeichen (Michel-Katalog Nr. 1408) zu dieser Weltmeisterschaft heraus. Im Sonderpostamt in der Westfalenhalle wurde vom 29. März bis 9. April 1989 ein Sonderstempel verwendet.
- Der DTTB gab aus Anlass dieser WM die Musik der Eröffnungsfeier „Magic Ball“ als Vinyl-Single heraus. Die Musik wurde auch vor Siegerehrungen gespielt.
- Erstmals wurde eine WM-Auslosung mit Hilfe eines Computerprogrammes durchgeführt. Entwickelt hatte die Software Michael Theis (Deutschland).[12]

## Ergebnisse
Folgende Deutsche nahmen nur an den Individualwettbewerben teil:
- Herren: Hans-Jürgen Fischer, Helmut Grob, Jürgen Rebel, Torben Wosik
- Damen: Cornelia Faltermaier, Andrea Lieder, Christiane Praedel, Katja Nolten

Deutsche Schiedsrichter (Auswahl): Eugen Bach (Rheinland-Pfalz), Elmar Diewald (Rheinhessen), Hagen Ziegler (Peine), Paul-Wilhelm Marx (WTTV), Erich Bachmann (Braunschweig), Fritz Eigler. Aus der DDR waren die Schiedsrichter Adolf Strecker (Luna) und Armin Richter vertreten, wobei Richter das Endspiel im Herreneinzel leitete.
| Wettbewerb        | Rang | Sieger                                                                                     |
| ----------------- | ---- | ------------------------------------------------------------------------------------------ |
| Mannschaft Herren | 1.   | Schweden: Jörgen Persson, Mikael Appelgren, Jan-Ove Waldner, Erik Lindh und Peter Karlsson |
| Mannschaft Herren | 2.   | Volksrepublik China: Jiang Jialiang, Ma Wenge, Yu Shentong, Teng Yi und Chen Longcan       |
| Mannschaft Herren | 3.   | Nordkorea: Kim Song-hui, Yun Mun-song, Chu Jong-chol, Sun ll Hong und Li Gun-sang          |
| Mannschaft Herren | 7.   | BR Deutschland: Georg Böhm, Steffen Fetzner, Peter Franz, Jörg Roßkopf und Ralf Wosik      |
| Mannschaft Herren | 23.  | Österreich: Gottfried Bär, Ding Yi, Stanislaw Fraczyk, Manfred Gsodam und Dietmar Palmi    |
| Mannschaft Herren | 34.  | Schweiz: Thomas Busin, Thierry Miller, Stefan Renold und Thien Si Tu                       |
| Mannschaft Damen  | 1.   | Volksrepublik China: Chen Jing, Hu Xiaoxin, Chen Zihe und Li Huifen                        |
| Mannschaft Damen  | 2.   | Südkorea: Hyun Jung-hwa, Hong Soon-hwa, Kwon Mi-sook und Kim Young-mi                      |
| Mannschaft Damen  | 3.   | Hongkong: Chai Po Wa, Chan Tan Lui, Mok Ka Sha und Hui So Hung                             |
| Mannschaft Damen  | 19.  | BR Deutschland: Ilka Böhning, Jin-Sook Cords, Olga Nemes und Nicole Struse                 |
| Mannschaft Damen  | 20.  | Österreich: Petra Fichtinger, Vera Kottek und Elisabeth Maier                              |
| Herren Einzel     | 1.   | Jan-Ove Waldner – SWE                                                                      |
| Herren Einzel     | 2.   | Jörgen Persson – SWE                                                                       |
| Herren Einzel     | 3.   | Yu Shentong – CHN                                                                          |
| Herren Einzel     | 3.   | Andrzej Grubba – POL                                                                       |
| Damen Einzel      | 1.   | Qiao Hong – CHN                                                                            |
| Damen Einzel      | 2.   | Li Bun Hui – PRK                                                                           |
| Damen Einzel      | 3.   | Hyun Jung-hwa – KOR                                                                        |
| Damen Einzel      | 3.   | Chen Jing – CHN                                                                            |
| Herren Doppel     | 1.   | Jörg Roßkopf / Steffen Fetzner – FRG                                                       |
| Herren Doppel     | 2.   | Zoran Kalinić – YUG/ Leszek Kucharski – POL                                                |
| Herren Doppel     | 3.   | Chen Longcan / Wei Qingguang – CHN                                                         |
| Herren Doppel     | 3.   | Teng Yi / Hui Jun – CHN                                                                    |
| Damen Doppel      | 1.   | Qiao Hong/Deng Yaping – CHN                                                                |
| Damen Doppel      | 2.   | Chen Jing/Hu Xiaoxin – CHN                                                                 |
| Damen Doppel      | 3.   | Gao Jun/Liu Wei – CHN                                                                      |
| Damen Doppel      | 3.   | Li Jun/Ding Yaping – CHN                                                                   |
| Mixed             | 1.   | Yoo Nam-kyu/Hyun Jung-hwa – KOR                                                            |
| Mixed             | 2.   | Zoran Kalinić/Gordana Perkučin – YUG                                                       |
| Mixed             | 3.   | Chen Zhibin/Chen Jing – CHN                                                                |
| Mixed             | 3.   | Chen Longcan/Gao Jun – CHN                                                                 |

## Medaillenspiegel
| Rang  | Land                | Gold | Silber | Bronze | Gesamt |
| ----- | ------------------- | ---- | ------ | ------ | ------ |
| 1     | Volksrepublik China | 3    | 2      | 8      | 13     |
| 2     | Schweden            | 2    | 1      | 0      | 3      |
| 3     | Südkorea            | 1    | 1      | 1      | 3      |
| 4     | BR Deutschland      | 1    | 0      | 0      | 1      |
| 5     | Jugoslawien         | 0    | 1,5    | 0      | 1,5    |
| 6     | Nordkorea           | 0    | 1      | 1      | 2      |
| 7     | Polen               | 0    | 0,5    | 1      | 1,5    |
| 8     | Hongkong            | 0    | 0      | 1      | 1      |
| Total | Total               | 7    | 7      | 12     | 26     |